# Stereodontopsis setschwanica
Stereodontopsis setschwanica là một loài Rêu trong họ Hypnaceae. Loài này được (Broth.) Ando mô tả khoa học đầu tiên năm 1969.